# 해안동 (대구)
해안동(解顔洞)은 대한민국 대구광역시 동구의 행정동이다.

## 역사
- 1895년 음력 윤5월 1일 대구부 대구군 해동촌면 둔산동/대암동/칠동/상동, 부동/구명동/월천동, 평리동/신덕동[1]
- 1896년 8월 4일 경상북도 대구군 해동촌면 둔산동/대암동/칠동/상동, 부동/구명동/월천동, 평리동/신덕동[2]
- 1910년 10월 1일 경상북도 대구부 해동촌면 둔산동/대암동/칠동/상동, 부동/구명동/월천동, 평리동/신덕동
- 1914년 4월 1일 경상북도 달성군 해안면 둔산동, 부동, 평리동[3]
- 1940년 11월 1일 경상북도 달성군 동촌면 둔산동, 부동, 평리동[4]
- 1958년 1월 1일 경상북도 대구시 둔산동, 부동, 신평동 (동촌출장소 관할)[5]
- 1963년 1월 1일 경상북도 대구시 동구 둔산동, 부동, 신평동 (동부출장소, 동촌출장소를 동구로 승격)[6]
- 1963년 1월 16일 재설치한 동촌출장소 관할[7]
- 1976년 8월 1일 동촌출장소가 시직할로 승격[8]
- 1980년 4월 1일 동촌출장소 폐지
- 1981년 7월 1일 대구직할시 동구 둔산동, 부동, 신평동[9]
- 1985년 12월 1일 둔산동과 부동을 합동하여 둔산부동으로 개편
- 1995년 1월 1일 대구광역시 동구 둔산동, 부동, 신평동[10]
- 1998년 9월 1일 방촌동 일부와 신평동을 편입하여 해안동으로 개편

## 교육
- 대구용호초등학교
- 대구방촌초등학교
- 대구해안초등학교
- 대구동촌초등학교
- 동촌중학교
- 조일공업고등학교

## 교통 시설

### 지하철
- ● 대구 도시철도 1호선
  - 해안역

### 고속도로
- 동대구 분기점